# Mater Dolorosa (Bergrheinfeld)

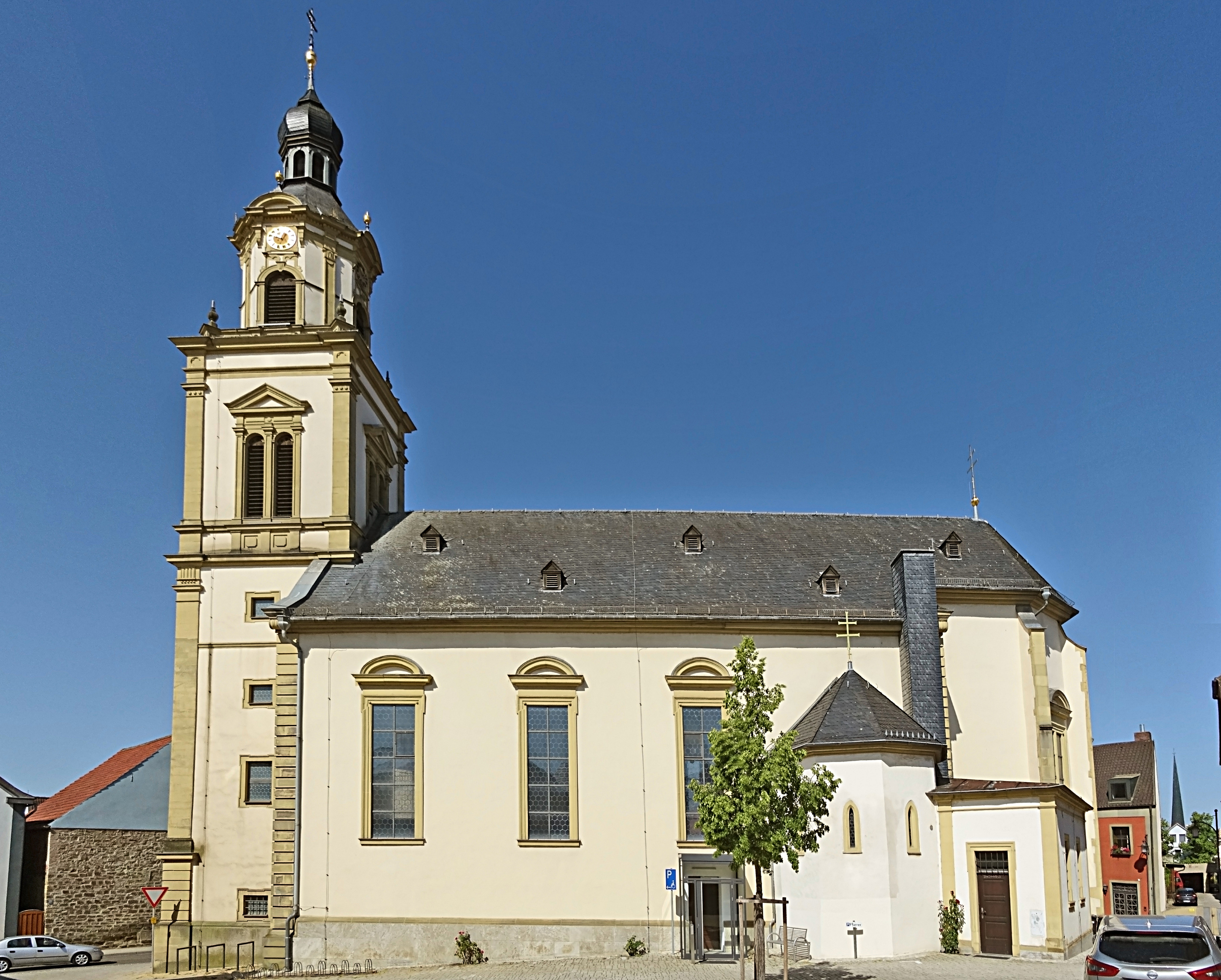
Mater Dolorosa (Bergrheinfeld)

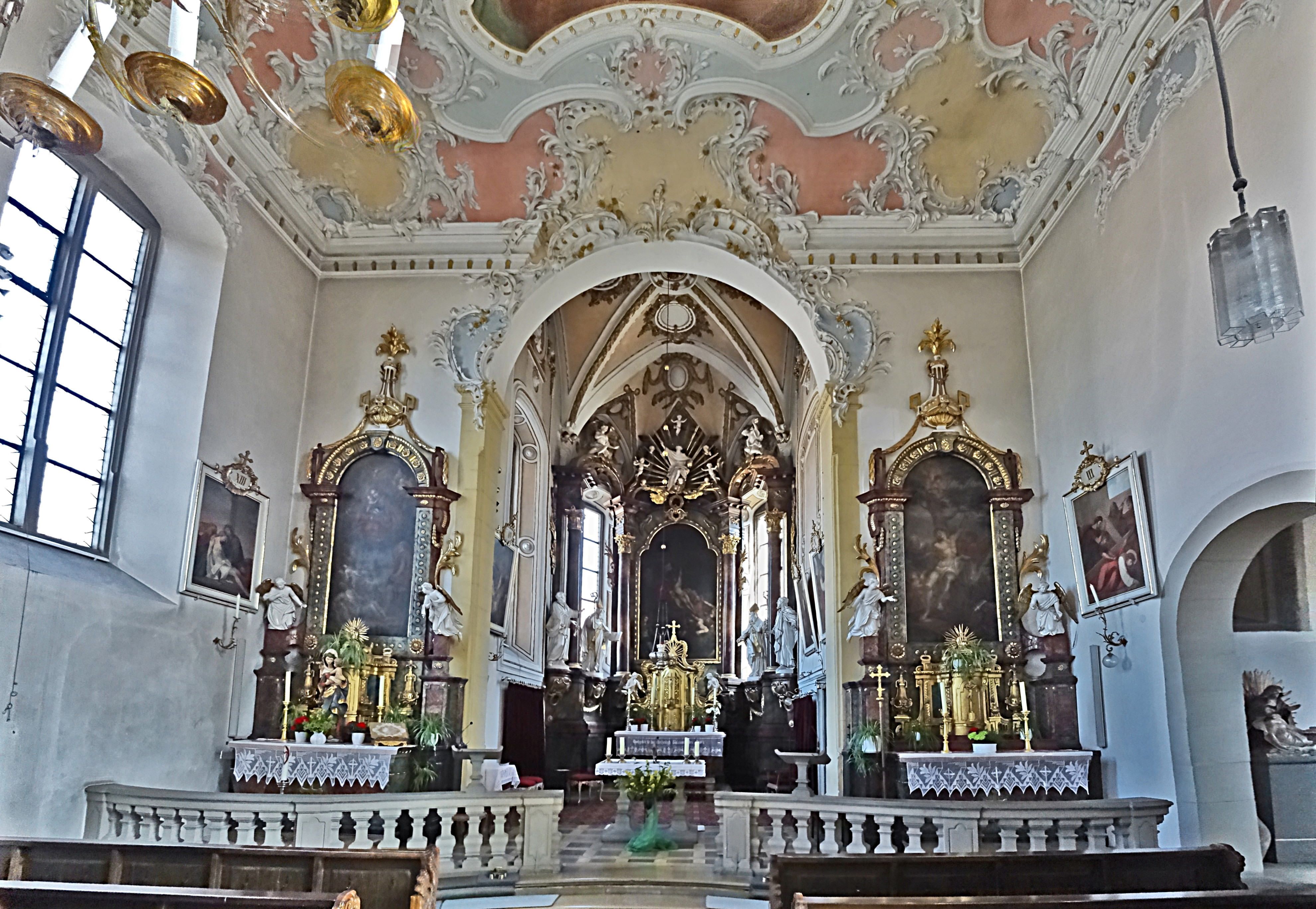
Innenansicht

Mater Dolorosa ist ein römisch-katholisches Kirchengebäude, das in der Gemeinde Bergrheinfeld im unterfränkischen Landkreis Schweinfurt in Bayern steht. Das denkmalgeschützte Bauwerk stammt aus dem Ende des 17. Jahrhunderts. Die Pfarrei gehört zur Pfarreiengemeinschaft Zu den Frankenaposteln im Maintal im Dekanat Schweinfurt-Süd des Bistums Würzburg.

## Beschreibung
Die Grundsteinlegung der nach einem Entwurf von Christian Ludwig Hermann gebauten barocken Saalkirche war am 25. Mai 1688. IhreWeihe fand am 8. Juni 1693 statt. Ihr eingezogener, von Strebepfeilern gestützter Chor steht im Norden. Der mit Lisenen an den Ecken und Stockwerkgesimsen gegliederte Kirchturm auf quadratischem Grundriss steht im Süden. Sein achteckiges, eingezogenes, mit einer Welschen Haube bedecktes Obergeschoss beherbergt die Turmuhr und den Glockenstuhl, in dem vier Kirchenglocken hängen.